# Alternaria elegans
Alternaria elegans är en svampart som beskrevs av E.G. Simmons & J.C. David 2000. Alternaria elegans ingår i släktet Alternaria och familjen Pleosporaceae.   Inga underarter finns listade i Catalogue of Life.